# Condition des femmes au Rwanda
Cet article présente la condition des femmes au Rwanda.

## Représentation et histoire du rôle des femmes
Les femmes obtiennent le droit de vote en 1961, à l'indépendance du pays. En 1965, l'une d'elles est pour la première fois élue au Parlement, bien qu'elles restent peu présentes dans les institutions politiques jusqu'aux années 1990. Toutefois, en 1993 Agathe Uwilingiyimana devient Premier ministre et, l'année suivante, Agnès Ntamabyaliro Rutagwera ministre de la Justice. Après le génocide de 1994 et alors que beaucoup d'hommes ont été tués ou sont blessés, elles s'impliquent davantage, même si nombre d'entre elles ont été violentées et même violées. Les chiffres démontrent que près de 50 % des femmes rwandaises ont ainsi perdu leur mari lors de cet épisode. Au lendemain du génocide, les hommes constituent le tiers de la population tandis que les femmes les deux tiers. Les années qui suivent, elles sont à la tête d'un tiers des ménages et se mettent à occuper des emplois traditionnellement réservés aux hommes, comme dans le bâtiment ou dans la mécanique. Désormais engagées en politique, elles participent à la rédaction de la Constitution de 2001, qui leur octroie le droit à l'héritage et qui institue un quota de 30 % de femmes dans les organes décisionnels. Sont aussi créés un ministère du Genre et de la Condition féminine, ainsi que des conseils nationaux féminins, qui du quartier à l'échelle nationale, sont chargés de les représenter. Des femmes accèdent par ailleurs à de nombreux postes ministériels, dans des secteurs régaliens et techniques.
Un rapport ministériel de 2008 fait cependant toujours état de grandes disparités : dans les ministères, la plupart des postes d'assistance ou de secrétariat sont occupés par des femmes, alors que 74 % des secrétaires généraux sont des hommes, comme 81 % des directeurs et 67 % des fonctionnaires très diplômés. Dans le monde de l'entreprise, elles sont très nombreuses dans les emplois précaires du secteur informel, n'étant à la tête que de 18 % des sociétés du secteur formel. Par ailleurs, les violences faites aux femmes restent importantes.

## Indicateurs socio-démographiques

### Emploi et vie économique
Les femmes participent activement à la vie économique, avec un taux d'activité selon le Global Gender Gap Report (source OIT) de 84,4 %, supérieur à celui des hommes (83,7 %), ce qui place le pays au premier rang mondial sur ce critère précis, et participe à l'excellent classement du Rwanda (6e) en termes d'écart de genre. Toutefois, ce taux d'emploi masque de fortes disparités. En particulier, plus de 4 cinquièmes des femmes travaillent dans le secteur de l'économie informelle, dans des métiers à bas salaires, de sorte que leur revenu moyen n'est que de 60 % de celui des hommes. Participent aussi à ces écarts de revenus un taux d'emploi à temps partiel plus élevé que celui des hommes (63 % contre 49 %)  et une forte difficulté à intégrer des postes de direction et d'encadrement (où les femmes ne représentent que 28,5 % des effectifs). Le taux de chômage est légèrement plus élevé pour les femmes (17,24 % contre 14,09 %). Le Rwanda a toutefois connu au cours des années 2014-2019 une notable amélioration sur plusieurs de ces points, ainsi que sur la participation des femmes aux emplois qualifiés.

### Participation à la vie politique
Après les élections législatives de 2008, le Parlement compte 56,3 % de femmes, et 63 % depuis celles de 2013. Il s'agit en 2011 du seul pays au monde où les femmes parlementaires sont majoritaires,. En 2021, les femmes restent toujours majoritaires à la Chambre des députés mais sont minoritaires au Sénat (38 %). 
Il n'existe pas de quotas au sein des partis politiques, mais de tels quotas existent dans les deux chambres, avec un minimum de 30 % au Sénat, et 24 postes sur 27 réservés aux femmes non inscrites dans des partis politiques pour la partie des députés élus au scrutin indirect (sur 81 sièges au total).
En 2021, les femmes sont aussi majoritaires aux postes de ministres.

## Autres aspects

### Violences faites aux femmes
34,4 % des femmes ont connu dans leur vie au moins un épisode de violences liées au genre.

## Chronologie des droits des femmes
Au Rwanda, l'avortement n'est autorisé que si la grossesse est de résultat d'un viol, d'un mariage forcée ou d'un inceste. Jusqu'en août 2025, et la révision législative à la suite du projet de loi du ministre de la Santé Sabin Nsanzimana,  la contraception (diffusée dans les services de santé reproductive) n'était pas ouverte aux moins de 18 ans et cela a entraîné, en 2024, 22 000 grossesses non désirées avec des conséquences sociales telle que la déscolarisation précoce des adolescentes.

## Personnalités
catégorie « Personnalité féminine rwandaise »